# Brynklotspindel
Brynklotspindel (Theridion varians) är en spindelart som beskrevs av Carl Wilhelm Hahn 1833. 
Brynklotspindel ingår i släktet Theridion och familjen klotspindlar. Arten är reproducerande i Sverige.

## Underarter
Arten delas in i följande underarter:
- T. v. cyrenaicum
- T. v. melanotum
- T. v. rusticum